# Гайчак
Гайчак — музыкальный инструмент округлой формы с тремя или четырьмя металлическими струнами и коротким безладовым грифом. Распространён, в основном, на юге Ирана, а также в среде афганцев, узбеков, уйгур, таджиков, туркмен и каракалпаков.
Гайчак является единственным смычковым инструментом, встречающимся в селениях Памира. Музыкальный инструмент популярен на пространстве почти всей Центральной Азии. Основание инструмента — металлическое либо деревянное, гриф делается из ивы, абрикосового или тутового дерева.
Овальные углубления по бокам придают инструменту носовое звучание. При игре гайчак ставится вертикально, обычно на колени музыканта.